# André Raison
André Raison (* um 1640 in Nanterre; † 1719 in Paris) war ein französischer Organist und Komponist.

## Leben
Seine Ausbildung erhielt Raison in der Abtei Sainte-Geneviève in Nanterre, wo er auch die Stelle des Organisten erhielt. Er wurde ebenfalls Organist an der Jesuitenkirche in der rue Saint-Jacques in Paris. Hier wurde er als einer besten Organisten der Stadt gegen Ende des 17. Jahrhunderts bezeichnet. Zu seinen Schülern wird Louis-Nicolas Clérambault gezählt.
Johann Sebastian Bach übernahm ein musikalisches Thema von Raison, für seine bekannte „Passacaglia und Fuge in c-moll“ (BWV 582)

## Werk
Raison hinterlässt zwei Sammlungen Orgelwerke, die erste wird 1688 veröffentlicht, die zweite 1714. Darin enthalten sind fünf Orgelmessen in den verschiedenen Kirchentonarten, „Noëls variés“ (Bearbeitungen und Variationen über Volkstümliche Weihnachtslieder), ein Magnificat und verschiedene andere Stücke.

### Werke (Auswahl)
- Livre d’Orgue contenant cinq Messes … et une Offerte … (Premier livre d’Orgue), 1688
- Second livre d’Orgue sur les acclamations de la paix tant desirées … 1714
- Offertoire du 5e ton
- Messe du 3e ton